# Monika Feth

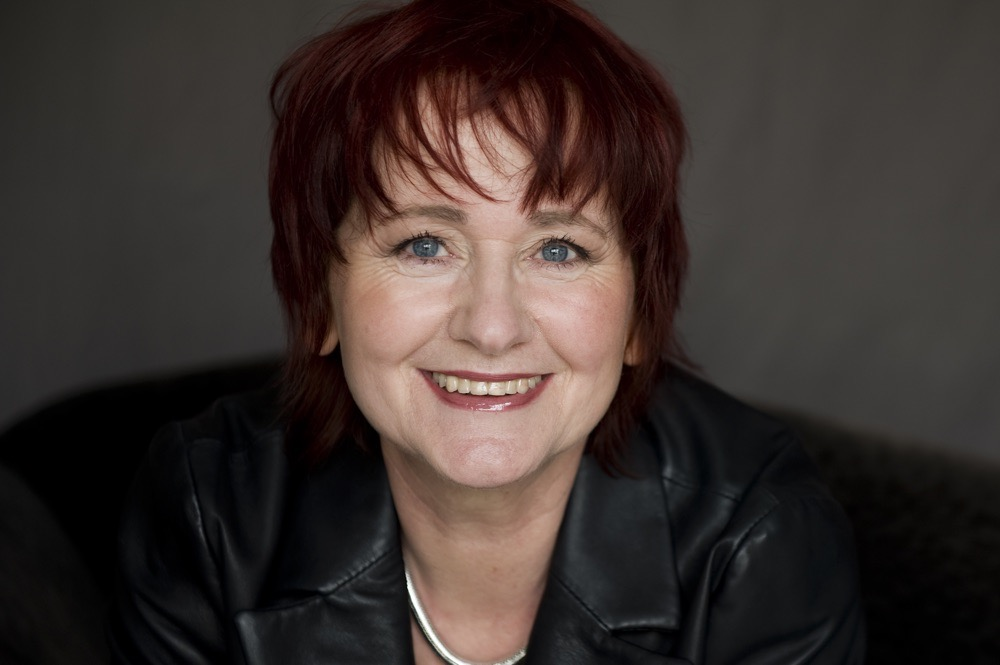
Monika Feth in 2013

Monika Feth (Hagen, 8 juni 1951) is een Duitse journaliste en schrijfster. 

## Levensloop
Haar kinderjaren bracht ze door in een klooster in Hagen.
Nadat ze germanistiek en anglistiek aan de Rheinische Friedrich-Wilhelms-Universiteit in Bonn gestudeerd had, begon ze te werken als journaliste. Ze schreef bloemlezingen en artikelen voor kranten en werkte bij de Duitse openbare omroep.
Vandaag woont ze als vrij auteur in een dorp in het zuiden van Noordrijn-Westfalen. Ze schreef haar eerste boek "Examen" (1980) nadat een studiegenoot zelfmoord had gepleegd door examenstress. Naast lees- en prentenboeken voor de allerkleinsten, schrijft ze ook kinder- en jeugdliteratuur. Sinds 2003 brengt ze eveneens thrillers op de markt. Haar werk werd tot nu toe in veertien talen vertaald, onder andere in het Nederlands, Portugees, Japans, Chinees, Catalaans, Grieks, Koreaans en Sloveens. Haar thrillers verschijnen bij de uitgeverij GovaLit als audioboek.
In 1991 ontving ze voor het boek "Und was ist mit mir?" de Preis der Leseratten van de televisiezender ZDF. Het boek "Der Weg durch die Bilder" stond in 1992 op de Liste der Sieben Besten, een lijst uitgegeven door een kinderboekenhandel in Zürich. Voor "Die blauen und die grauen Tage" kreeg ze in 1996 een werkbeurs van de Duitse deelstaat Noordrijn-Westfalen. De roman "Der Erdbeerpflücker" werd in 2004 voor de Hansjörg-Martin-Preis genomineerd. 

## Vertaald werk
- 2000: Fee: we blijven altijd zussen (Lannoo, vertaler: Els Verbiest)
- 2001: Het blauwe meisje (Lannoo, vertaler: Els Verbiest)
- 2005: De aardbeienplukker (Clavis, vertaler: Roger Vanbrabant)
- 2006: De meisjesschilder (Clavis, vertaler: Roger Vanbrabant)
- 2007: De schervenverzamelaar (Clavis, vertaler: Roger Vanbrabant)
- 2009: De schaduwloper (Clavis, vertaler: Roger Vanbrabant)

- Bibsys: 4044787
- Biblioteca Nacional de España: XX1235962
- Bibliothèque nationale de France: cb125263391 (data)
- Gemeinsame Normdatei: 119522748
- International Standard Name Identifier: 0000 0001 2145 8465
- Library of Congress Control Number: n86038451
- MusicBrainz: 5ea8d27d-b2e9-4ce1-baaf-6ad435c399d8
- Bibliotheek van het Japanse parlement: 00538341
- Nationale Bibliotheek van Tsjechië: xx0119988
- Nationale Bibliotheek van Israël: 987007421342605171
- Nationale Bibliotheek van Polen: a0000001068513
- Nederlandse Thesaurus van Auteursnamen: 074851896
- Système universitaire de documentation: 143426680
- Virtual International Authority File: 102263418
- WorldCat: E39PBJtxjkYbMJMv8v3x6f6dwC